# Монро (округ, Іллінойс)
Шаблон:StateAbbr_ 38°17′ пн. ш. 90°11′ зх. д. / 38.28° пн. ш. 90.18° зх. д.
Округ  Монро (англ. Monroe County) — округ (графство) у штаті  Іллінойс, США. Ідентифікатор округу 17133.

## Історія
Округ утворений 1816 року.

## Демографія
За даними перепису 
2000 року 
загальне населення округу становило 27619 осіб, зокрема міського населення було 15354, а сільського — 12265.
Серед мешканців округу чоловіків було 13582, а жінок — 14037. В окрузі було 10275 домогосподарств, 7780 родин, які мешкали в 10749 будинках.
Середній розмір родини становив 3,09.
Віковий розподіл населення поданий у таблиці:
| Стать    | До 15 років | 15-21 | 22-29 | 30-39 | 40-49 | 50-65 | 65-85 | Понад 85 |
| -------- | ----------- | ----- | ----- | ----- | ----- | ----- | ----- | -------- |
| Чоловіки | 3105        | 1338  | 1148  | 2060  | 2434  | 1990  | 1392  | 115      |
| Жінки    | 2902        | 1211  | 1112  | 2231  | 2355  | 2032  | 1818  | 376      |

## Суміжні округи
- Сент-Клер — північний схід
- Рендолф — південний схід
- Сент-Дженев'єв, Міссурі — південь
- Джефферсон, Міссурі — захід
- Сент-Луїс, Міссурі — північний захід

## Виноски
1. ↑  U.S. Decennial Census. United States Census Bureau. Архів оригіналу за 19 липня 2018. Процитовано 7 липня 2014.
2. ↑  Historical Census Browser. University of Virginia Library. Архів оригіналу за 11 серпня 2012. Процитовано 7 липня 2014.
3. ↑  Population of Counties by Decennial Census: 1900 to 1990. United States Census Bureau. Архів оригіналу за 24 квітня 2014. Процитовано 7 липня 2014.
4. ↑  Census 2000 PHC-T-4. Ranking Tables for Counties: 1990 and 2000 (PDF). United States Census Bureau. Архів оригіналу (PDF) за 18 грудня 2014. Процитовано 7 липня 2014.
5. ↑  State & County QuickFacts. United States Census Bureau. Архів оригіналу за 7 червня 2011. Процитовано 7 липня 2014.(англ.) Наведено за англійською вікіпедією.
6. ↑  QuickFacts. Monroe County, Illinois. United States Census Bureau. Архів оригіналу за 9 серпня 2019. Процитовано 9 серпня 2019.
7. ↑  American FactFinder. Бюро перепису населення США. Архів оригіналу за 26 лютого 2012. Процитовано 31 січня 2008.

| США | Це незавершена стаття з географії США. Ви можете допомогти проєкту, виправивши або дописавши її. |